# Epipagis roseocinctalis
Epipagis roseocinctalis là một loài bướm đêm trong họ Crambidae.